# Onobrychis sirdjanicus
Onobrychis sirdjanicus är en ärtväxtart som beskrevs av Ahmed Ahmad Parsa. Onobrychis sirdjanicus ingår i släktet esparsetter, och familjen ärtväxter. Inga underarter finns listade i Catalogue of Life.